# جيمس بريستون
جيمس بريستون (بالإنجليزية: James Preston)‏ هو ممثل أمريكي ولد في يوم 30 يونيو 1988 في مدينة كاسبر في ولاية وايومنغ. بدأ التمثيل في سنة 2006 ومثل في العديد من الأفلام والمسلسلات مثل مسلسل ذا غيتس.